# École Jules-Ferry du Gua
L'école Jules-Ferry du Gua est une école située à Aubin, en France.

## Description
Œuvre d’Emmanuel Brune, l'école fut construite entre 1876 et 1880 à l’initiative de la compagnie minière d'Aubin, alors propriété de la Compagnie du chemin de fer de Paris à Orléans, grâce à l’argent de la caisse de Secours Minier. C'est un bâtiment de 59 mètres de long et 12 mètres de large, construit sur une terrasse aménagée dominant le site du Gua. Elle a conservé jusqu'à aujourd'hui sa fonction d'école primaire publique.

## Localisation
L'école est située sur la commune d'Aubin, dans le département français de l'Aveyron.

## Historique
L'édifice est inscrit au titre des monuments historiques en 2002.